# 埃爾阿托區
埃爾阿托區（西班牙語：Distrito de El Alto），是秘魯的一個區，位於該國西北部皮烏拉大區的塔拉拉省，始建於1955年3月17日，面積491.33平方公里，海拔高度275米，2005年人口6,536，人口密度每平方公里13人。
4°16′04″S 81°13′09″W / 4.2679°S 81.2191°W